# Finala UEFA Europa League 2010
Finala competiției fotbalistice UEFA Europa League 2009-2010 a avut loc pe data de 12 mai 2010. Stadionul pe care s-a desfășurat meciul din ultimul act a fost HSH Nordbank Arena, arena echipei Hamburger SV. Meciul s-a jucat între Atlético Madrid și Fulham, Atlético impunându-se cu 2–1. Omul meciului a fost Forlán, care a marcat ambele goluri pentru Atlético Madrid. În România, finala a fost transmisă în direct de Pro TV.

## Context

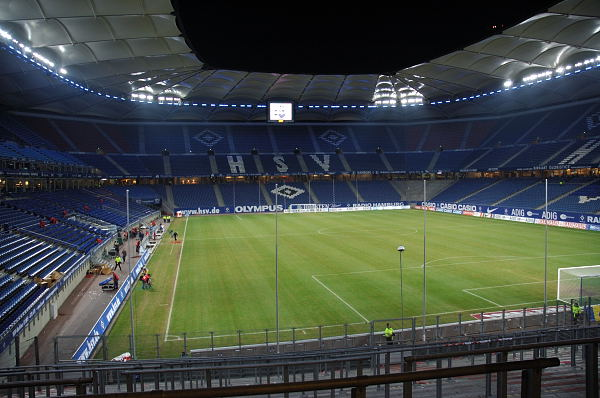
HSH Nordbank Arena a fost selectată pentru a găzdui finala în martie 2008.

Atlético Madrid și Fulham nu s-au mai întâlnit până atunci, Atlético fiind, de altfel, și prima echipă spaniolă adversară a lui Fulham. Atlético, pe de altă parte, a jucat 19 meciuri anterioare împotriva cluburilor engleze, câștigând 6 și pierzând 5; cel mai recent dintre acestea a fost împotriva echipei Liverpool în semifinale.
Pentru Fulham a fost doar al doilea sezon european, în 2002–03 câștigând Cupa Intertoto și ajungând în a treia rundă de Cupa UEFA, unde a fost eliminată de către Hertha BSC.

## Drumul spre finală
| Team            | MJ | V | E | Î | GM | GP | G  | Pct. |
| --------------- | -- | - | - | - | -- | -- | -- | ---- |
| Chelsea         | 6  | 4 | 2 | 0 | 11 | 4  | +7 | 14   |
| Porto           | 6  | 4 | 0 | 2 | 8  | 3  | +5 | 12   |
| Atlético Madrid | 6  | 0 | 3 | 3 | 3  | 12 | −9 | 3    |
| APOEL           | 6  | 0 | 3 | 3 | 4  | 7  | −3 | 3    |

| Echipă     | MJ | V | E | Î | GM | GP | G   | Pct. |
| ---------- | -- | - | - | - | -- | -- | --- | ---- |
| Roma       | 6  | 4 | 1 | 1 | 10 | 5  | +5  | 13   |
| Fulham     | 6  | 3 | 2 | 1 | 8  | 6  | +2  | 11   |
| Basel      | 6  | 3 | 0 | 3 | 10 | 7  | +3  | 9    |
| CSKA Sofia | 6  | 0 | 1 | 5 | 2  | 12 | −10 | 1    |

## Detaliile meciului
| 12 mai 2010 21:45 | Atlético Madrid  | 2-1 (d.p.) | Fulham     | HSH Nordbank Arena, Hamburg Spectatori: 49.000 Arbitru: Nicola Rizzoli |
| 12 mai 2010 21:45 | Forlán 32', 116' | (Cronică)  | 37' Davies | HSH Nordbank Arena, Hamburg Spectatori: 49.000 Arbitru: Nicola Rizzoli |

| Atlético Madrid | Fulham |

| ATLÉTICO MADRID:      |    |                    |      |      |
|                       |    |                    |      |      |
| GK                    | 43 | David de Gea       |      |      |
| RB                    | 17 | Tomáš Ujfaluši     |      |      |
| CB                    | 21 | Luis Perea         |      |      |
| CB                    | 18 | Álvaro Domínguez   |      |      |
| LB                    | 3  | Antonio López (c)  |      |      |
| RM                    | 19 | José Antonio Reyes |      | 78'  |
| CM                    | 12 | Paulo Assunção     |      |      |
| CM                    | 8  | Raúl García        | 114' |      |
| LM                    | 20 | Simão Sabrosa      |      | 68'  |
| CF                    | 7  | Diego Forlán       | 117' |      |
| CF                    | 10 | Sergio Agüero      |      | 119' |
| Rezerve:              |    |                    |      |      |
| GK                    | 42 | Joel Robles        |      |      |
| DF                    | 2  | Juan Valera        |      | 119' |
| DF                    | 16 | Juanito            |      |      |
| DF                    | 24 | Leandro Cabrera    |      |      |
| MF                    | 6  | Ignacio Camacho    |      |      |
| MF                    | 9  | José Manuel Jurado |      | 68'  |
| FW                    | 14 | Eduardo Salvio     | 107' | 78'  |
| Antrenor:             |    |                    |      |      |
| Quique Sánchez Flores |    |                    |      |      |

| FULHAM:     |    |                    |     |      |
|             |    |                    |     |      |
| GK          | 1  | Mark Schwarzer     |     |      |
| RB          | 6  | Chris Baird        |     |      |
| CB          | 18 | Aaron Hughes       |     |      |
| CB          | 5  | Brede Hangeland    | 63' |      |
| LB          | 3  | Paul Konchesky     |     |      |
| RM          | 16 | Damien Duff        |     | 84'  |
| CM          | 20 | Dickson Etuhu      |     |      |
| CM          | 13 | Danny Murphy (c)   |     | 118' |
| LM          | 29 | Simon Davies       |     |      |
| SS          | 11 | Zoltán Gera        |     |      |
| CF          | 25 | Bobby Zamora       |     | 55'  |
| Rezerve:    |    |                    |     |      |
| GK          | 19 | Pascal Zuberbühler |     |      |
| DF          | 4  | John Paintsil      |     |      |
| MF          | 17 | Bjørn Helge Riise  |     |      |
| MF          | 23 | Clint Dempsey      |     | 55'  |
| MF          | 27 | Jonathan Greening  |     | 118' |
| MF          | 34 | Kagisho Dikgacoi   |     |      |
| FW          | 10 | Erik Nevland       |     | 84'  |
| Antrenor:   |    |                    |     |      |
| Roy Hodgson |    |                    |     |      |

| Omul Meciului: Diego Forlán (Atlético) Arbitrii asistenți: Cristiano Copelli (tușier) Luca Maggiani (tușier) Paolo Tagliavento (careul de penalti) Andrea De Marco (careul de penalti) Al patrulea oficial: Gianluca Rocchi |

### Statistici
Prima repriză
|                   | Atlético Madrid | Fulham |
| ----------------- | --------------- | ------ |
| Goluri marcate    | 1               | 1      |
| Șuturi            | 12              | 4      |
| Șuturi pe poartă  | 7               | 2      |
| Posesia mingii    | 52%             | 48%    |
| Cornere           | 7               | 0      |
| Faulturi comise   | 5               | 7      |
| Ofsaiduri         | 0               | 3      |
| Cartonașe galbene | 0               | 0      |
| Cartonașe roșii   | 0               | 0      |

Repriza a doua
|                   | Atlético Madrid | Fulham |
| ----------------- | --------------- | ------ |
| Goluri marcate    | 0               | 0      |
| Șuturi            | 8               | 4      |
| Șuturi pe poartă  | 1               | 1      |
| Posesia mingii    | 55%             | 45%    |
| Cornere           | 1               | 1      |
| Faulturi comise   | 3               | 7      |
| Ofsaiduri         | 0               | 5      |
| Cartonașe galbene | 0               | 1      |
| Cartonașe roșii   | 0               | 0      |

Prelungiri
|                   | Atlético Madrid | Fulham |
| ----------------- | --------------- | ------ |
| Goluri marcate    | 1               | 0      |
| Șuturi            | 7               | 3      |
| Șuturi pe poartă  | 2               | 0      |
| Posesia mingii    | 56%             | 44%    |
| Cornere           | 1               | 1      |
| Faulturi comise   | 7               | 3      |
| Ofsaiduri         | 0               | 1      |
| Cartonașe galbene | 3               | 0      |
| Cartonașe roșii   | 0               | 0      |

Per total
|                   | Atlético Madrid | Fulham |
| ----------------- | --------------- | ------ |
| Goluri marcate    | 2               | 1      |
| Șuturi            | 27              | 11     |
| Șuturi pe poartă  | 10              | 3      |
| Posesia mingii    | 54%             | 46%    |
| Cornere           | 9               | 2      |
| Faulturi comise   | 15              | 17     |
| Ofsaiduri         | 0               | 9      |
| Cartonașe galbene | 3               | 1      |
| Cartonașe roșii   | 0               | 0      |

- Sursă: UEFA[nefuncțională – arhivă]